# Mudam
El Museo de Arte Moderno Gran Duque Juan (en francés: Musée d'art moderne Grand-Duc Jean), abreviado Mudam, es un museo de arte moderno situado en la Ciudad de Luxemburgo (Luxemburgo). El museo se encuentra en la ubicación del antiguo Fort Thüngen, en el suroeste de Kirchberg, cerca de muchas de las instituciones de la Unión Europea que tienen su sede en la ciudad.

## Historia
Propuesto por primera vez en 1989 y abanderado por el entonces primer ministro Jacques Santer, la ubicación del futuro museo fue objeto de una intensa controversia, hasta que en 1997 se acordó usar el Parc Dräi Eechelen y conectar el museo al Fort Thüngen. El edificio fue diseñado por el arquitecto I. M. Pei, ganador del premio Pritzker, y su construcción costó cien millones de dólares. El museo fue inaugurado el 1 de julio de 2006 por el gran duque Juan, a quien está dedicado, y abrió al público el día siguiente.
Dado que Luxemburgo no tenía ninguna colección pública de arte moderno y el presupuesto del museo no permitía que se adquiriera una colección más antigua, el museo se centró en el arte contemporáneo: su colección permanente incluye obras de cien artistas, incluidos Andy Warhol, Bruce Nauman, Julian Schnabel, Thomas Struth y Daniel Buren.
En su primer año, visitaron el museo más de 115 000 personas.

## Colecciones
Las colecciones del museo están expuestas en tres plantas e incluyen obras de muchos artistas y diseñadores, como Alvar Aalto, Marina Abramović, Bernd y Hilla Becher, Pierre Bismuth,  Sophie Calle, Hussein Chalayan, Claude Closky, James Coleman, Tony Cragg, Richard Deacon, Mark Dean, Stan Douglas, Jan Fabre, Ian Hamilton Finlay, Roland Fischer, Günther Förg, Gilbert & George, Nan Goldin, Andreas Gursky, Thomas Hirschhorn,  Fabrice Hybert, William Kentridge, Mark Lewis, Richard Long, Michel Majerus, Christian Marclay, Martin Margiela, Steve McQueen, Bruce Nauman, Shirin Neshat, Albert Oehlen, Blinky Palermo, Philippe Parreno, Grayson Perry, Fiona Rae, Pipilotti Rist, Thomas Ruff, Charles Sandison, Joe Scanlan, Thomas Scheibitz, Julian Schnabel,  Cindy Sherman, Thomas Struth, Wolfgang Tillmans, Cy Twombly y Kara Walker.